# Wydawnictwo Petrus
Wydawnictwo PETRUS powstało w Krakowie 21 kwietnia 2008 roku. Jego dyrektorem jest obecnie dr Paweł Piotrowski. Pierwszymi publikacjami Wydawnictwa PETRUS,
które ukazały się niemal w jednym czasie (czerwiec 2008 rok), były: Zwycięstwo Jana III Sobieskiego pod Wiedniem (Michał Rożek), Reinkarnacja i wędrówka dusz (Andrzej Zwoliński), Odpoczynek ze św. Pawłem (MarekStarowieyski) i Etyczny problem samobójstwa (Tadeusz Ślipko). Wydanie ich nie było przypadkowe, jako że w 2008 roku Polska obchodziła 325 lecie Odsieczy Wiedeńskiej a 29 czerwca 2008 roku rozpoczął się z inicjatywy papieża Benedykta XVI Rok św. Pawła Apostoła. Kolejne tytuły, które powstawały w wydawnictwie, to Filozofia nauki (Michał Heller) i Medytacje filozoficzne (Józef Życiński) a następnie Niezrozumiałe fragmenty Biblii (Tomasz Maria Dąbek OSB), Trudne miejsca  w Biblii (Jerzy Chmiel) oraz Religia Izraela wobec religii państw ościennych (Tomasz Jelonek). Pierwsze dziesięć tytułów, jakie ukazały się w ciągu trzech pierwszych miesięcy, nadały wyrazisty profil Wydawnictwu PETRUS: historia, filozofia (etyka), religioznawstwo i teologia (biblistyka).
Wśród autorów
wydawnictwa można znaleźć czołowych uczonych w publikacjach zwartych lub
pracach zbiorowych; książki czy artykuły wybitnych myślicieli, takich jak ks.
Michał Heller, abp Józef Życiński, Piotr Lenartowicz SJ,  Jan Galarowicz, Tadeusz Ślipko SJ, Franciszek
Adamski, Stanisław Ziemiański SJ. Podobnie rzecz ma się z wybitnymi teologami,
których nie brakuje w poczcie autorów, a wśród nich: ks. Andrzej Zwoliński,
Józef Augustyn SJ, ks. Edward Staniek, ks. Tomasz Jelonek, ks. Andrzej Witko,
ks. Andrzej Muszala, ks. Jerzy Chmiel, Tomasz Maria Dąbek OSB,  Michał Wojciechowski, ks. Marek Starowieyski,
ks. Jan Kracik, Michał Rożek, abp Damian Zimoń, bp Jan Szkodoń, ks. Robert
Nęcek, ks. Roman Bartnicki i wielu innych znakomitych myślicieli i teologów.
Wśród filologów jest Edward Polański, Andrzej Borowski, Stanisław Mędak, Adam Rychlik, Tomasz Nowak czy Ewa Dereń.

## Nagrody
- 2011 r.: Hyacinthus Silesianus 2011 za wydanie książki Tradycje Biblijne. Biblia w kulturze europejskiej ks. Marka Starowieyskiego[3].
- 2012 r.: Główna Nagroda FENIKS 2012 w kategorii "Nauki Kościelne" za Tradycje Biblijne. Biblia w kulturze europejskiej ks. Marka Starowieyskiego[4].
- 2012 r.: Nagroda Krakowska Książka Miesiąca za książkę prof. Stanisława Rodzińskiego Autoportret malarza (Wydawnictwo PETRUS, Kraków 2012).
- 2013 r.: Hyacinthus Silesianus 2013 w kategorii "Wydawca"[5].
- 2014 r.: Nagroda FENIKS 2014: wyróżnienia w kategorii "Nauki Kościelne" za edycję książki autorstwa Paolo Siniscalco Starożytne Kościoły Wschodnie, w kategorii "Bajki dla dzieci" za serię bajek: Krótkie bajki o wielkich sprawach (Aldony Różanek), Najpiękniejsze bajki i opowiadania (autorami są uczniowie Szkoły Podstawowej w Krakowie), Najpiękniejsze listy do świętych (Alicja Mazan-Mazurkiewicz) i Najpiękniejsze bajki o gotowaniu w wesołym wydaniu (Monika Luberda) oraz w kategorii "Seria Wydawnicza" za serię Wielcy Ludzie Nauki i Kultury[6].

## Serie wydawnicze
Źródło.
- Wielcy Ludzie Nauki i Kultury
- Światowe Dni Młodzieży
- Z historii Wczesnego Chrześcijaństwa
- Mulitemdia

## Najważniejsze tytuły
Źródło.
- Krakowska katedra na Wawelu (Michał Rożek)
- Filozofia nauki (ks. Michał Heller)
- Socjologia religii (pr. zb. pod red. Franciszka Adamskiego)
- Pasja wiedzy (ks. Michał Heller, abp Józef Życiński)
- Biblia jako fenomen kulturowy (ks. Tomasz Jelonek)
- Encyklopedia końca świata (ks. Andrzej Zwoliński)
- Bioetyka. Najważniejsze problemy (Tadeusz Ślipko SJ)
- Anna Jantar (ks. Andrzej Witko)
- Życie po śmierci (Tomasz Maria Dąbek OSB)
- Leksykon wiedzy o języku polskim (Edward Polański, Tomasz Nowak)
- Sekrety modlitwy (ks. Edward Staniek)
- Tradycje Biblijne (ks. Marek Starowieyski)
- Spacerem po filozofii (Stanisław  Ziemiański SJ)
- Prawie wielebni (ks. Jan Kracik)
- Portrety niepospolitych (Stanisław Dziedzic)
- Wczoraj i dziś. Wywiad z ks. infułatem Jerzym Bryłą (Janusz M. Paluch)
- Refleksje o życiu (bp Jan Szkodoń)
- Rozważania ewangeliczne (abp Damian Zimoń)
- Autoportret malarza (Stanisław Rodziński)
- Wyliczanki polskie (Krystyna Pisarkowa)
- Język ukraiński dla początkujących i średniozaawansowanych (Bożena Zinkiewicz-Tomanek, Oksana Braniwska)
- Przyjaźń (ks. Robert Nęcek)
- Metody interpretacji Nowego Testamentu (ks. Roman Bartnicki, Kinga Kłósek)
- Spotkanie ze starożytną Mezopotamią (Janusz Frankowski)
- Od Biblii do gazet (Michał Wojciechowski)
- Leksykon wszystkich postaci biblijnych (Czesław Bosak)